# Đồng cỏ ẩm ướt

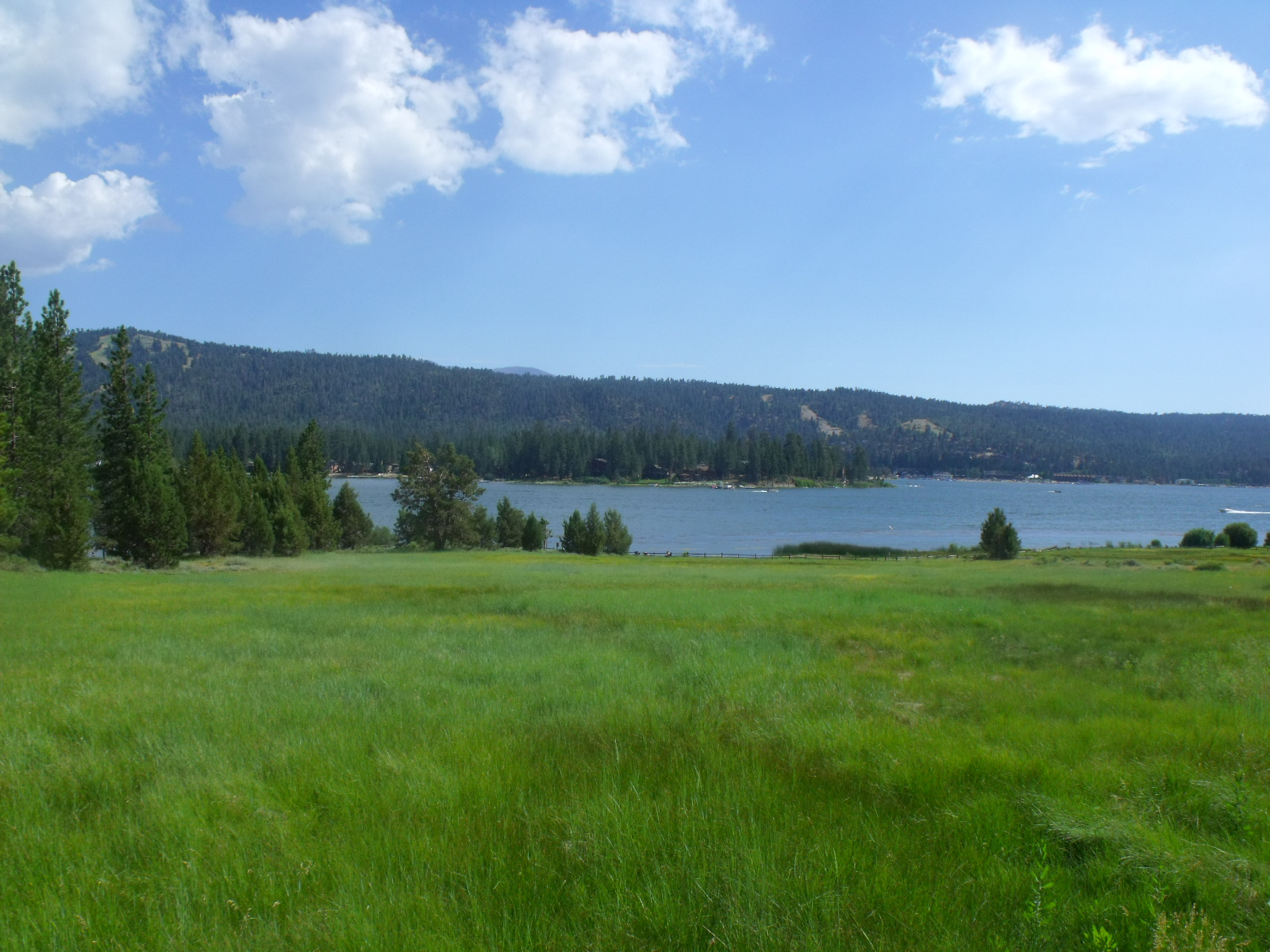
Một đồng cỏ ẩm ướt ở dãy núi San Bernardino, CA, Hoa Kỳ.

Đồng cỏ ẩm ướt là một loại đất ngập nước với đất bị bão hòa một phần hoặc toàn bộ trong mùa sinh trưởng. Tranh luận tồn tại cho dù một đồng cỏ ẩm ướt là một loại đầm lầy hay một loại đất ngập nước hoàn toàn riêng biệt. thảo nguyên ướt và trảng cỏ ướt là tương tự về thủy văn. Đồng cỏ ẩm ướt có thể xảy ra do hệ thống thoát nước hạn chế hoặc nhận một lượng lớn nước từ mưa hoặc tuyết tan chảy. Chúng cũng có thể xảy ra ở các vùng ven sông và xung quanh bờ hồ lớn.
Không giống như đầm lầy cỏ hoặc đầm lầy cây, một đồng cỏ ẩm ướt không có nước đọng trừ những khoảng thời gian ngắn đến trung bình trong mùa sinh trưởng. Thay vào đó, mặt đất trong một đồng cỏ ẩm ướt dao động giữa thời gian ngập lụt ngắn và thời gian bão hòa dài hơn. đồng cỏ ẩm ướt thường có số lượng lớn các loài thực vật đất ngập nước, thường sống sót như hạt bị chôn trong thời kỳ khô, và sau đó tái sinh sau khi lũ lụt. Do đó đồng cỏ ẩm ướt thường không hỗ trợ đời sống thủy sinh như cá. Chúng thường có sự đa dạng cao về các loài thực vật và có thể thu hút số lượng lớn các loài chim, động vật có vú nhỏ và côn trùng bao gồm cả bướm.
Thảm thực vật ở một đồng cỏ ẩm ướt thường bao gồm một loạt các thảo mộc loài bao gồm cói, juncus, cỏ và một sự đa dạng rộng của các loài thực vật khác. Một vài trong số rất nhiều ví dụ có thể bao gồm loài Rhexia, Parnassia, Lobelia, nhiều loài lan hoang dã  (ví dụ calopogon và Spiranthes), và thực vật ăn thịt như Sarracenia và chi gọng vó. Cây thân gỗ nếu có, chiếm một thiểu số trong tổng diện tích che phủ. Mực nước cao là một trong những yếu tố quan trọng ngăn chặn sự xâm lấn của cây gỗ; trong các trường hợp khác, lửa là quan trọng. Ở những khu vực có tần suất cháy thấp, hoặc dao động mực nước giảm hoặc mức sinh cao hơn, sự đa dạng thực vật sẽ suy giảm.
Đồng cỏ ẩm ướt đã từng phổ biến ở các loại đất ngập nước trên khắp thế giới. Chúng vẫn là một loại cộng đồng quan trọng trong thảo nguyên ướt và gỗ phẳng. Chúng cũng tồn tại dọc theo các con sông và bờ hồ nơi mực nước được phép thay đổi trong và giữa các năm. Nhưng diện tích của chúng đã giảm đáng kể. Ở một số khu vực, đồng cỏ ẩm ướt được thoát nước một phần và biến thành nông trại và do đó thiếu sự đa dạng sinh học được mô tả ở đây. Trong các trường hợp khác, việc xây dựng các con đập đã can thiệp vào sự biến động tự nhiên của mực nước tạo ra đồng cỏ ẩm ướt.
Do đó, các yếu tố quan trọng nhất trong việc tạo và duy trì đồng cỏ ẩm ướt là do dao động mực nước tự nhiên và lửa tái diễn. Trong một số trường hợp, các khu vực nhỏ của đồng cỏ ẩm ướt được tạo ra một cách nhân tạo. Do mối lo ngại về thiệt hại mà nước mưa chảy tràn quá mức có thể gây ra cho các hồ và suối gần đó, vùng đất ngập nước nhân tạo có thể được tạo ra để hứng nước mưa. Thường thì điều này tạo ra đầm lầy, nhưng trong một số trường hợp, đồng cỏ ẩm ướt có thể được sản xuất. Ý tưởng là thu giữ và lưu trữ nước mưa tại chỗ và sử dụng nó như một nguồn tài nguyên để trồng các loại cây bản địa hấp dẫn phát triển mạnh trong điều kiện như vậy. Công viên ẩm ướt Buhr Park Children là một trong những dự án như vậy. Đây là một nhóm các hệ sinh thái đồng cỏ ẩm ướt ở Ann Arbor, Michigan được thiết kế như một cơ hội giáo dục cho trẻ em ở độ tuổi đi học. Ở châu Âu, đồng cỏ ẩm ướt đôi khi được quản lý bằng cách cắt cỏ khô và chăn thả.